# La Nouaye
La Nouaye település Franciaországban, Ille-et-Vilaine megyében. Lakosainak száma 357 fő (2022. január 1.). La Nouaye Bédée és Iffendic községekkel határos.

## Népesség
A település népességének változása:
| Lakosok száma | 121  | 201  | 202  | 254  | 347  | 366  | 357  | 353  | 353  | 357  |
|               | 1968 | 1982 | 1990 | 2006 | 2013 | 2015 | 2017 | 2019 | 2020 | 2022 |